# Xoài Gold Nugget
Xoài Gold Nugget (hay Xoài Golden Nugget) là tên một giống xoài có nguồn gốc ở khu vực miền nam Florida.

## Lịch sử
Cây ban đầu được trồng bởi Edward F. Mitchell ở Miami, Florida. Xoài Sài Gòn có thể cho là một trong những giống mẹ của Gold Nugget, nhưng một phân tích phả hệ vào năm 2005 chứng tỏ rằng Gold Nugget có khả năng là con của xoài Kent hơn. Mitchell đã được cấp bằng sáng chế cho Gold Nugget vào tháng 2 năm 1990 (bằng sáng chế thực vật số 77158).
Trái xoài này được công nhận là nó có hương vị thơm ngon và lượng sản xuất lớn. Tuy vậy, vì lý do gì đó, Gold Nugget hiện nay chỉ được trồng ở quy mô thương mại nhỏ, và hạn chế ở Florida (chỉ được bán tại các vườn ươm trong Florida, như một cây trồng trước sân nhà).
Xoài Gold Nugget được trồng trong các bộ sưu tập của USDA  tại kho tế bào mầm ở Miami  và Công viên trái cây và gia vị Miami-Dade ở Homestead, Florida.

## Miêu tả
Vỏ của quả chuyển sang màu vàng cam khi trưởng thành, đôi khi có chút ửng hồng. Thịt có màu vàng và hầu như không có chất xơ, với hương vị ngọt nhẹ, và chứa một hạt đơn phôi. Quả thường có hình bầu dục và trọng lượng nặng dưới một pound. Trái cây vàng Nugget thường chín từ cuối tháng 7 đến tháng 8 ở Florida.
Cây là một giống cây trồng mạnh mẽ với tán cây mở.